# Савёловская (платформа, Калужско-Нижегородский диаметр)
Савёловская — остановочный пункт на Алексеевской соединительной линии Московской железной дороги в Москве. Повторное открытие остановочного пункта состоялось в составе линии МЦД-4 9 сентября 2023 года. Состоит из одной островной платформы. С лета 2012 года на платформе работала билетная касса.
До 21 ноября 2019 года принимал электропоезда, следующие с Белорусского направления на Курское и обратно транзитом через Московский железнодорожный узел. До 2009 года была конечной[значимость факта?] для электропоездов сообщениями: Чехов — Савёловская, Бородино — Савёловская, Гривно — Савёловская.
Платформа частично находится в границах станции Москва-Бутырская: западный путь № I относится к станции (входной светофор с северо-восточной стороны находится в ста метрах от платформы), восточный путь № II на перегоне, так как входной находится южнее платформы. Переход на основные платформы этой станции (у Савёловского вокзала) к электропоездам Савёловского направления возможен через подземный переход и входные турникеты (сама платформа турникетами не оборудована). Через этот же переход можно пройти к станциям метро  Савёловская и  Савёловская. Ранее, в XX веке, был надземный переход.
У южного конца платформы к западу ответвляются два пути от Алексеевской соединительной линии на Савёловское направление (около них далее на север находятся две из основных платформ станции), по которым следуют транзитные электропоезда с Савёловского направления на Белорусское и обратно, в том числе аэроэкспресс в аэропорт Шереметьево. Один из ответвляющихся путей станции является подъездным, продолжается далее вдоль платформы Савёловская, он неэлектрифицирован, идёт до следующей платформы Москва-Станколит, где уходит за забор на компрессорный завод «Борец».
С 21 ноября 2019 по 9 сентября 2023 года в связи с открытием МЦД-1 и МЦД-2 транзитное движение с Курского на Белорусское направление было приостановлено. Пригородное движение по платформе было прекращено. После повторного открытия платформы поезда идут не между Белорусским и Курским, а Белорусским и Нижегородским направлениями. Соседними остановочными пунктами после открытия являются Белорусский вокзал и Марьина роща. Весной 2020 года в ходе реконструкции подземного перехода (выход к ТЦ «Савёловский») выход на платформу был замурован, однако был восстановлен в 2023 году после повторного открытия остановочного пункта в составе МЦД-4.

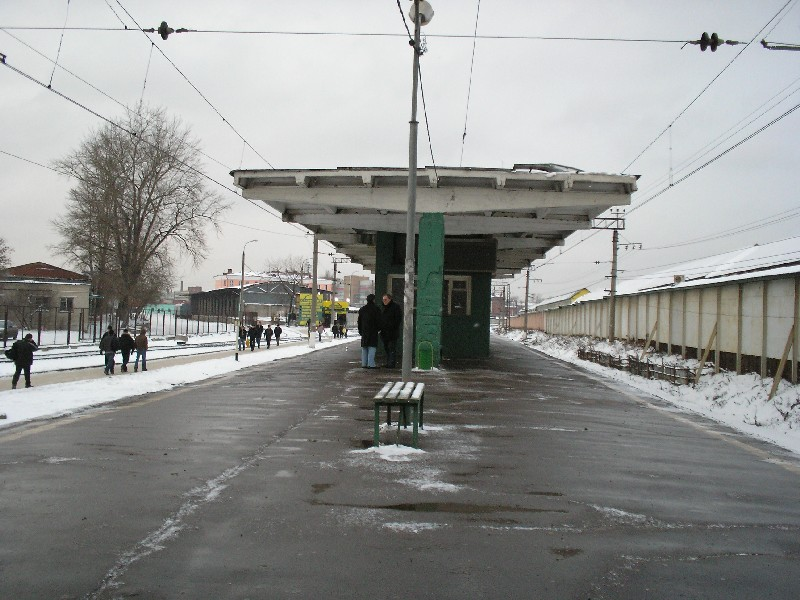
Платформа Савёловская до реконструкции, 2007 г.

Выходы к Новослободской улице, Сущёвскому Валу, Нижней Масловке, площади Савёловского Вокзала.

## Наземный общественный транспорт
На этой станции можно пересесть на следующие маршруты городского пассажирского транспорта:
- Автобусы: м32, м40, 72, 379, 382, 384, 384к, 427, 447, 466, с482, с543, т29, т78, н10